# Singhi Kangri
Singhi Kangri – szczyt w łańcuchu Siachen Muztagh, który jest częścią Karakorum. Leży na granicy między Pakistanem a Chinami. Jest to 108 szczyt Ziemi.
Pierwszego wejścia na Singhi Kangri dokonali członkowie ekspedycji japońskiej w 1976 r.